# Боб Њухарт
Џорџ Роберт „Боб” Њухарт (енгл. George Robert "Bob" Newhart; Оук Парк, 5. септембра 1929 — Лос Анђелес, 18. јул 2024) био је амерички позоришни, филмски и ТВ глумац и комичар.